# Нововікторівка (Запорізький район)
Новові́кторівка —  село в Україні, у Новомиколаївській селищній громаді Запорізького району Запорізької області. Населення становить 53 осіб. До 2020 орган місцевого самоврядування - Терсянська сільська рада.

## Географія
Село Нововікторівка знаходиться на правому березі річки Солона, яка через 1 км впадає в річку Верхня Терса, на протилежному березі річки Верхня Терса розташоване село Мар'янівка.

## Історія
7 (20) листопада 1917 року, відповідно до Третього Універсалу Української Центральної Ради, увійшло до складу Української Народної Республіки.
12 червня 2020 року, відповідно до Розпорядження Кабінету Міністрів України від № 713-р «Про визначення адміністративних центрів та затвердження територій територіальних громад Запорізької області», увійшло до складу Новомиколаївської селищної громади.
19 липня 2020 року, в результаті адміністративно-територіальної реформи та ліквідації Новомиколаївського району, село увійшло до складу Запорізького району.

## Населення

### Мова
Розподіл населення за рідною мовою за даними перепису 2001 року:
| Мова       | Кількість | Відсоток |
| ---------- | --------- | -------- |
| українська | 48        | 90.57%   |
| російська  | 5         | 9.43%    |
| Усього     | 53        | 100%     |